# Haus Horst (Kalkar)
Haus Horst is een kasteel ongeveer twee kilometer ten westen van Kalkar in Kreis Kleef in Duitsland. Het kasteel staat op de linkeroever van de Rijn. Deze waterburcht is gelegen net buiten de oude riviervlakte op een lage heuvel die onderdeel is van de Nederrijnse Heuvelrug. Het huis was versterkt door middel van een dubbele slotgracht die nog grotendeels intact is. Het huis werd rond 1290 gebouwd, naar men aanneemt op antieke Romeinse fundamenten. De oprijlaan loopt vanaf de Kalkarer Straße naar het landgoed en vanaf daar in de richting van de oude Römerstraße. 
Haus Horst herbergt tegenwoordig seniorenwoningen. De kasteeltuin is toegankelijk en herbergt verschillende huisdieren zoals eenden, zwarte zwanen, pauwen en ezels. Ook is er in het park een hertenkamp.

## Geschiedenis
Rond 1290, ongeveer zestig jaar na het stichten van de stad Kalkar in 1230, lieten de graven van Kleef deze burcht bouwen op oude grondvesten. Het eerste document dat de burcht en het landgoed noemt als "auf der Horst" stamt uit 1319 en vond men in de kasboeken van graaf Diederik van Kleef.
In 1369 kreeg Ruitger van Boitzelar {Botzelar) kasteel "auf der Horst" als leengoed. Toen deze uit de gratie viel, werd er een gerechtelijke uitspraak gedaan waardoor het landgoed aan hertog Adolf II van Kleef kwam. 
In 1609 kwam het Hertogdom Kleef aan Pruisen en kwam het landgoed onder beheer van een Pruisische leenman. In 1648, aan het einde van de Dertigjarige Oorlog (in Nederland de Tachtigjarige Oorlog), was het huis door herhaaldelijke belegeringen en heroveringen zwaar beschadigd. 
Rond 1795 liet Arnoldus von Knipscheer het kasteel herstellen en uitbreiden. Zijn intialen werden vereeuwigd in de vorm van de muurankers. In 1831 werd een deel van de slotgracht gedempt en werd er een hallenhuis op het erf gebouwd. 
Een van de latere eigenaren was Nikolaus Steengracht, bewoner van Slot Moyland, wiens familie het huis vanaf 1869 gebruikte als jachtslot. Na 1948 vonden weer enkele bezitswisselingen plaats en werd het huis op de monumentenlijst geplaatst. In de jaren 90 kwam het landgoed in het bezit van de familie Keller en tegenwoordig zijn de gebouwen in gebruik als bejaardenhuis, met op de begane grond een openbaar toegankelijk café.

## Naam
"Horst" is een oude benaming voor een boomgroep op een heuvel aan drassig broekland.

## Afbeeldingen

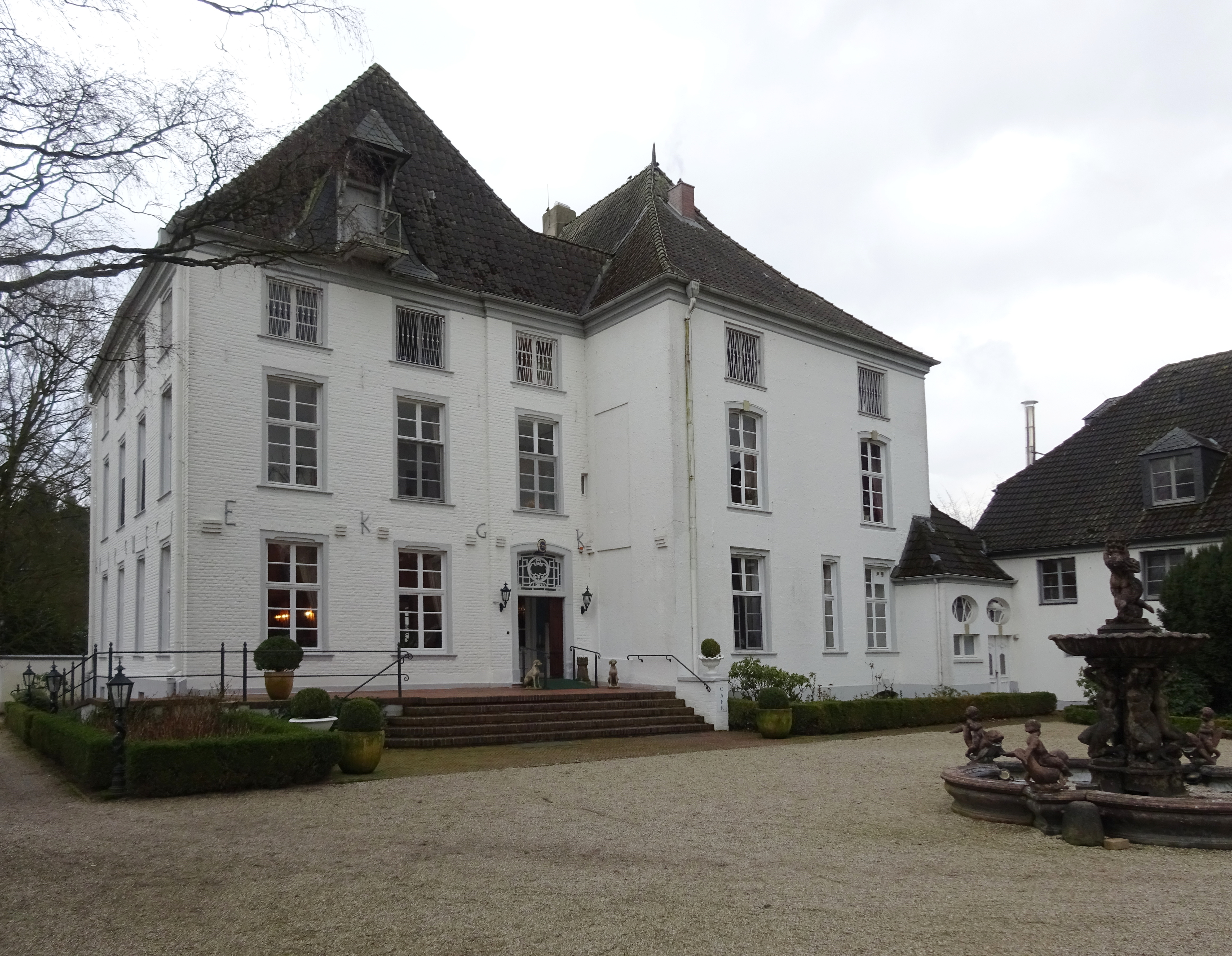
Noordwestgevel
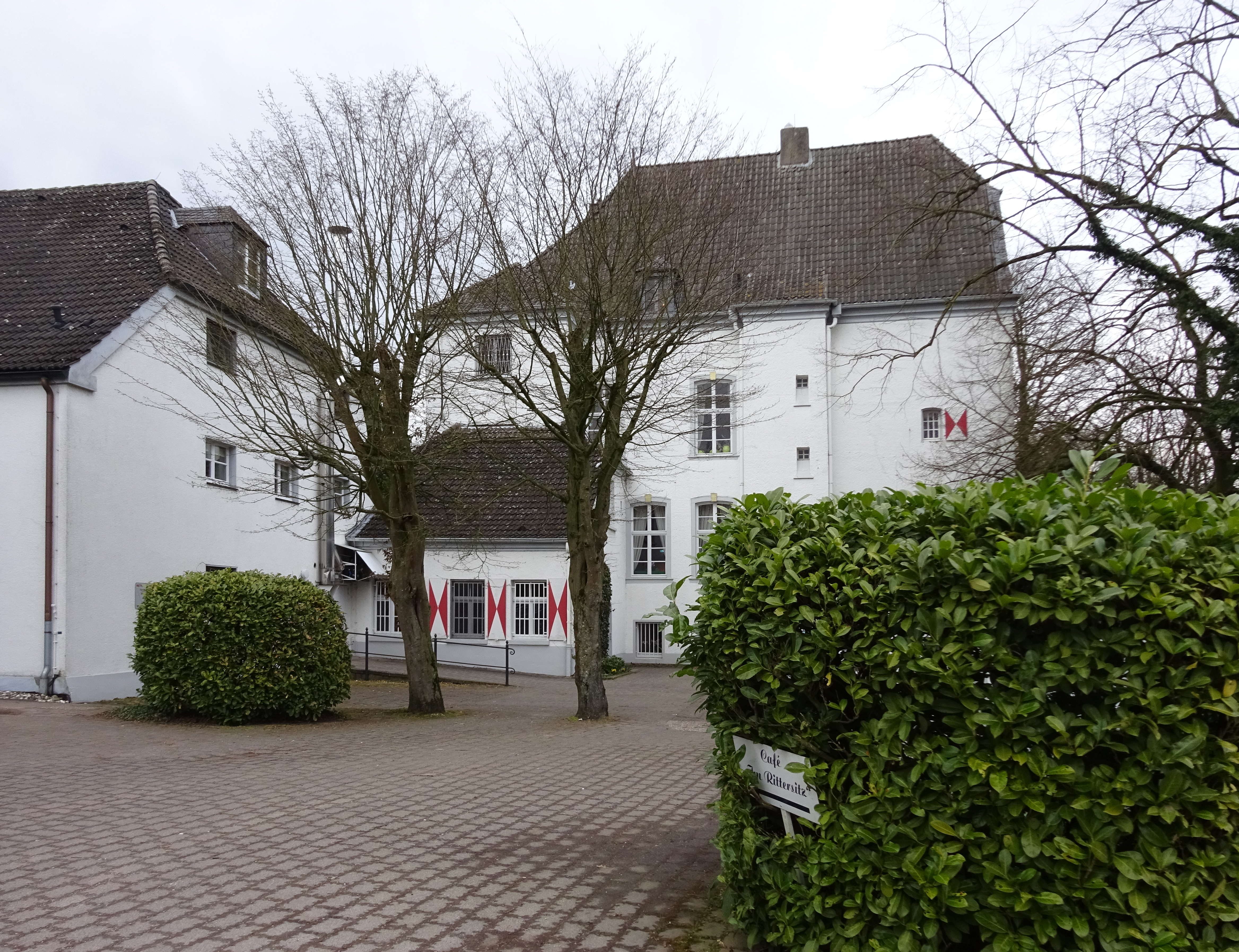
Zuidwestgevel
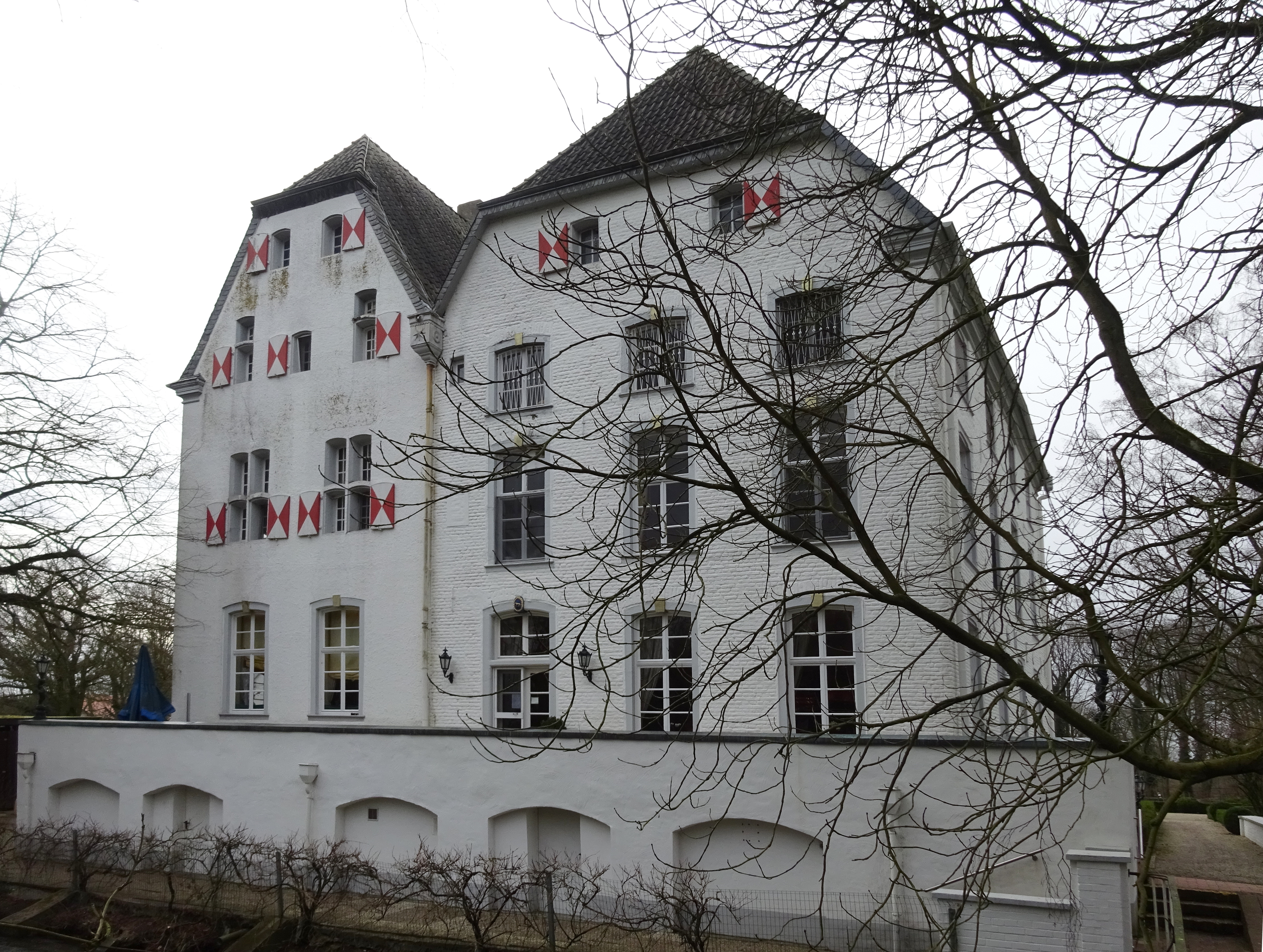
Zuidoostgevel
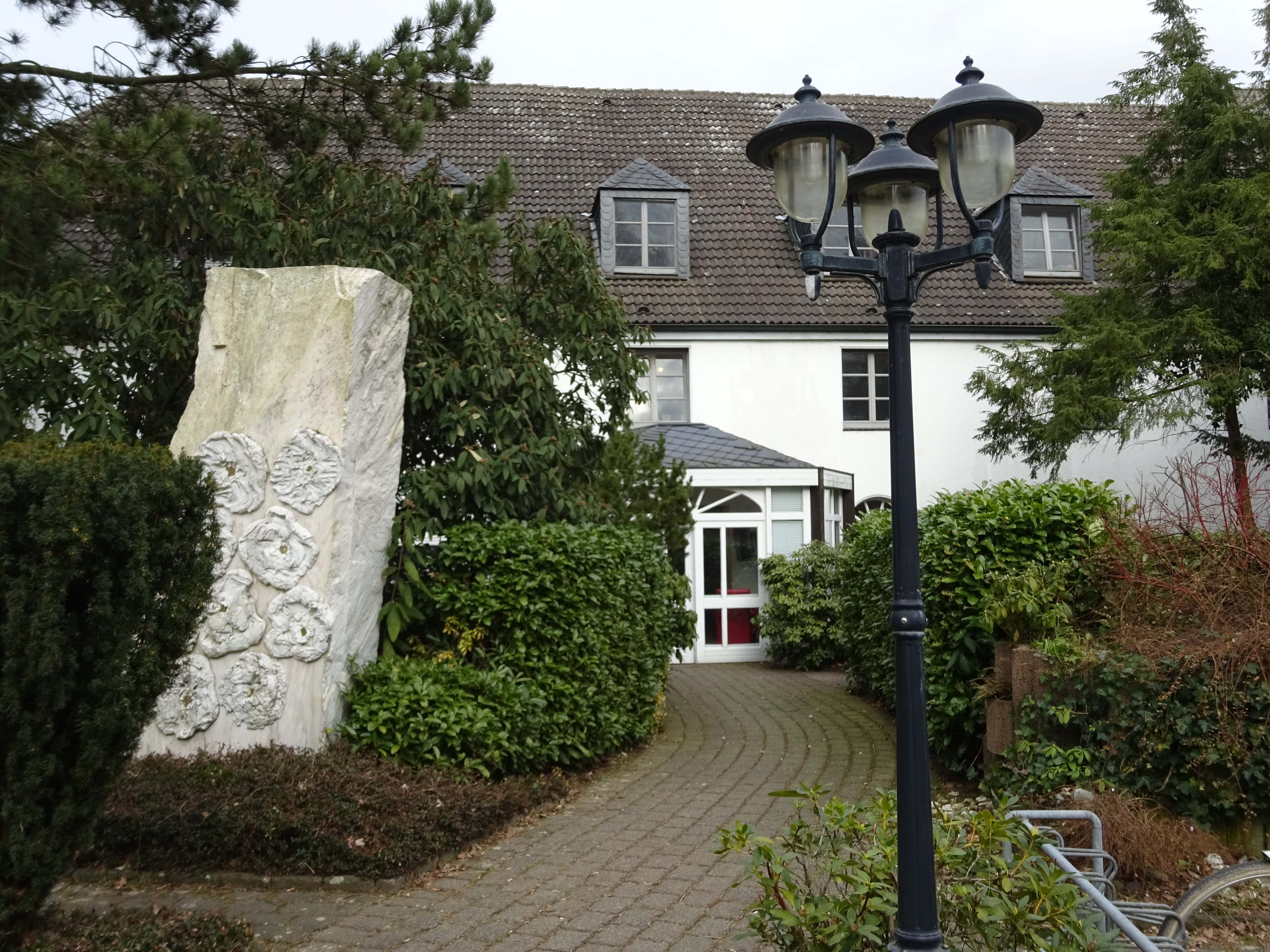
Beeld voor ingang bijgebouw
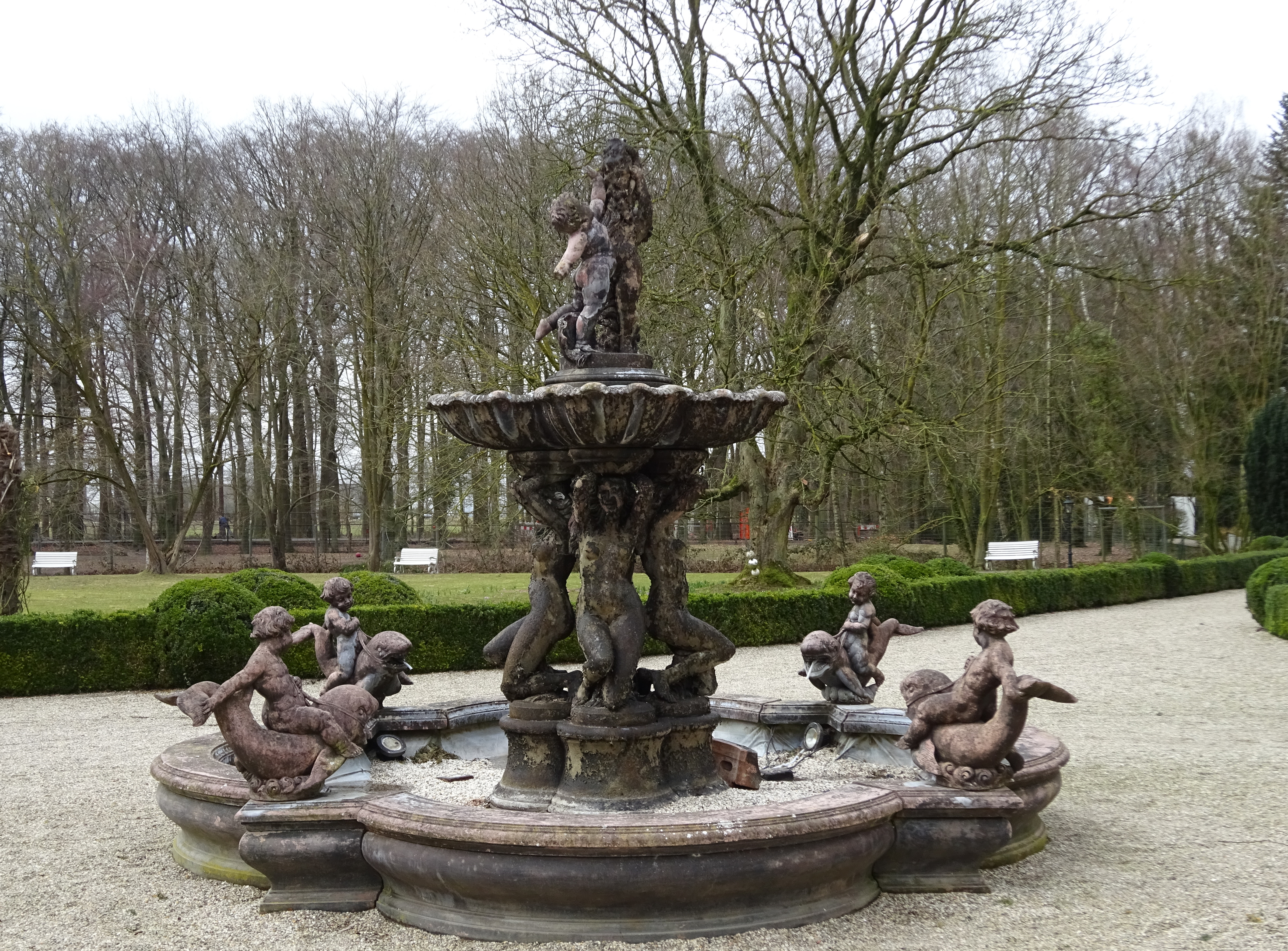
Rococofontein
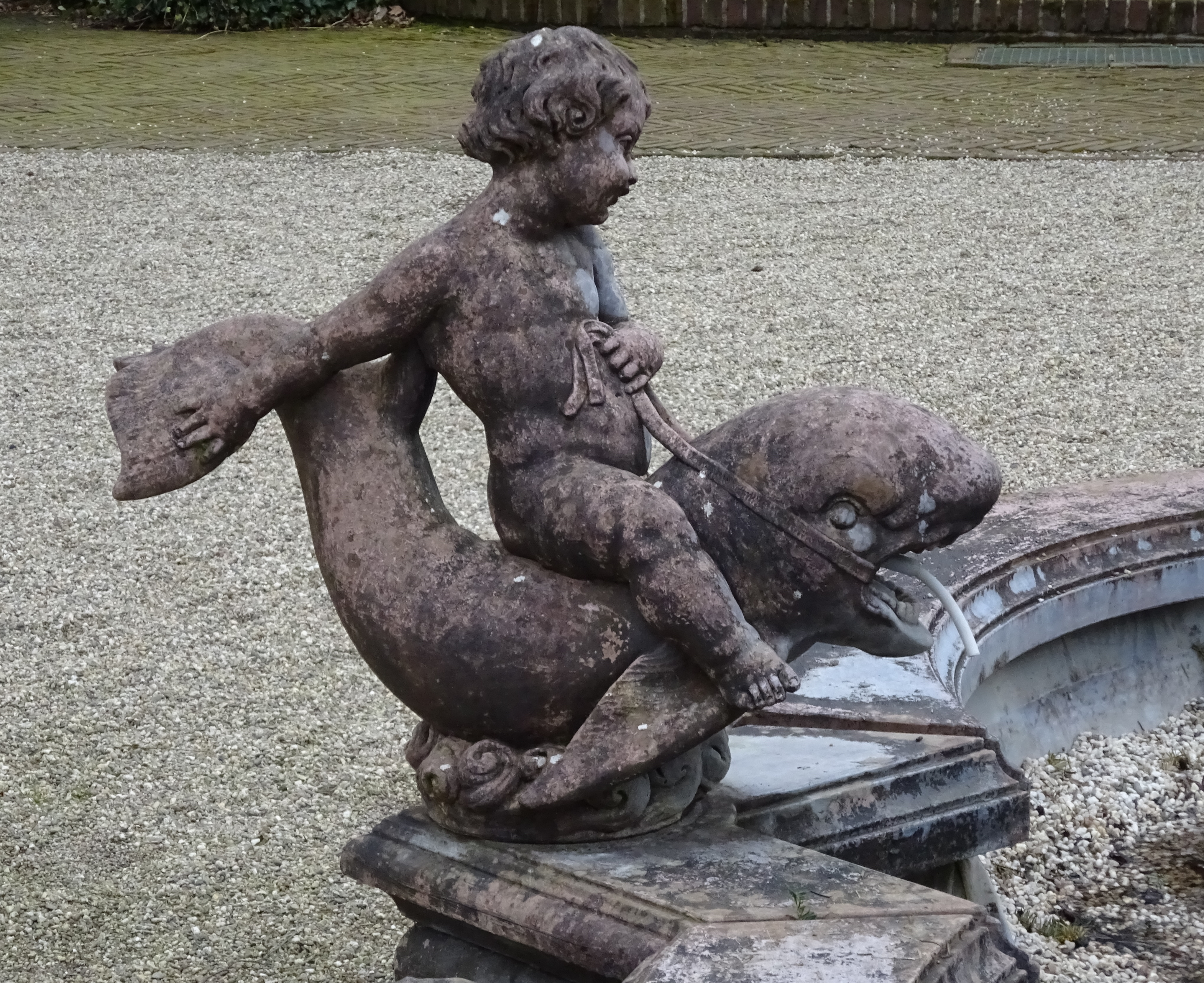
Detail van de fontein
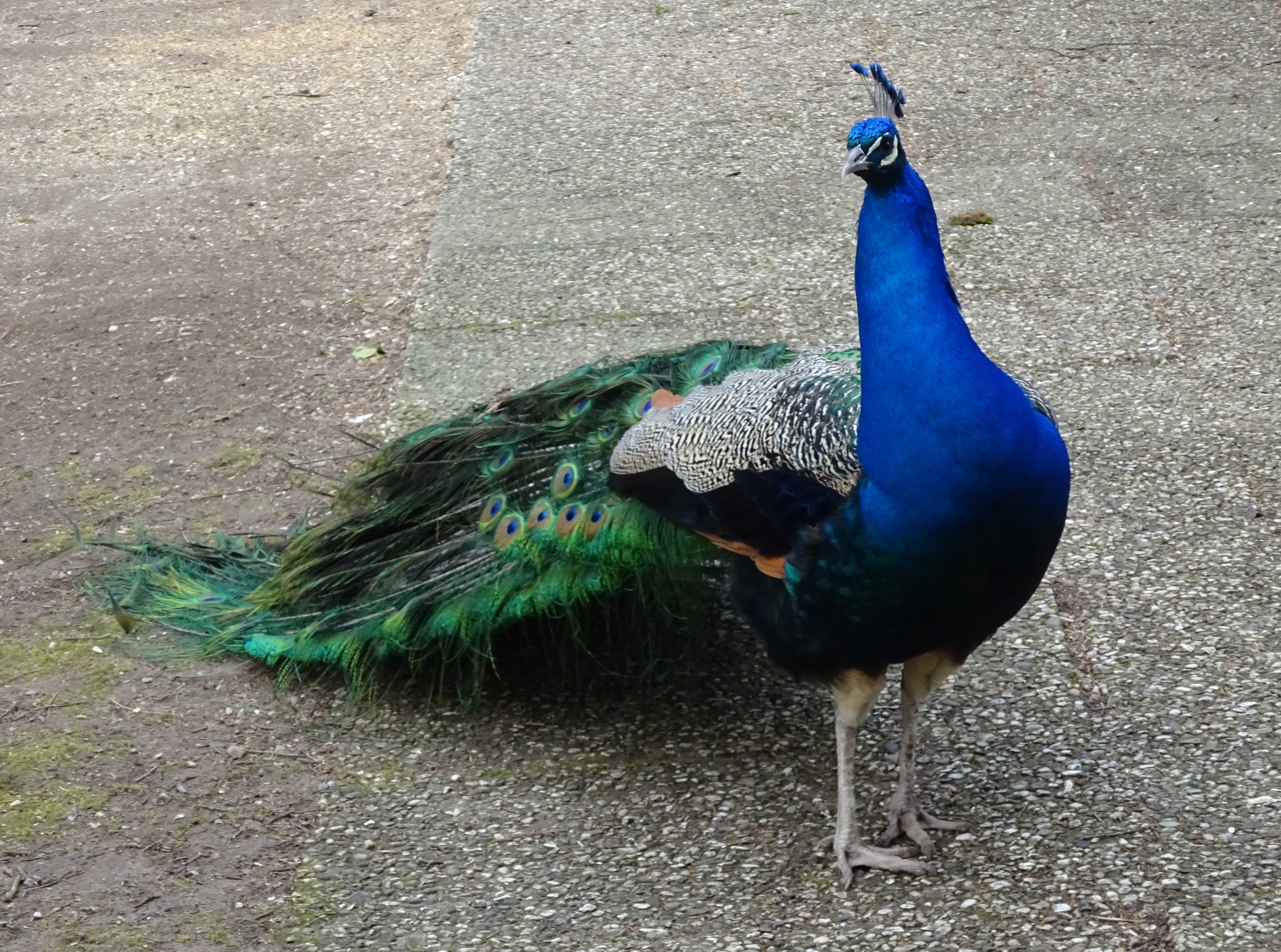
Pauw in de tuin
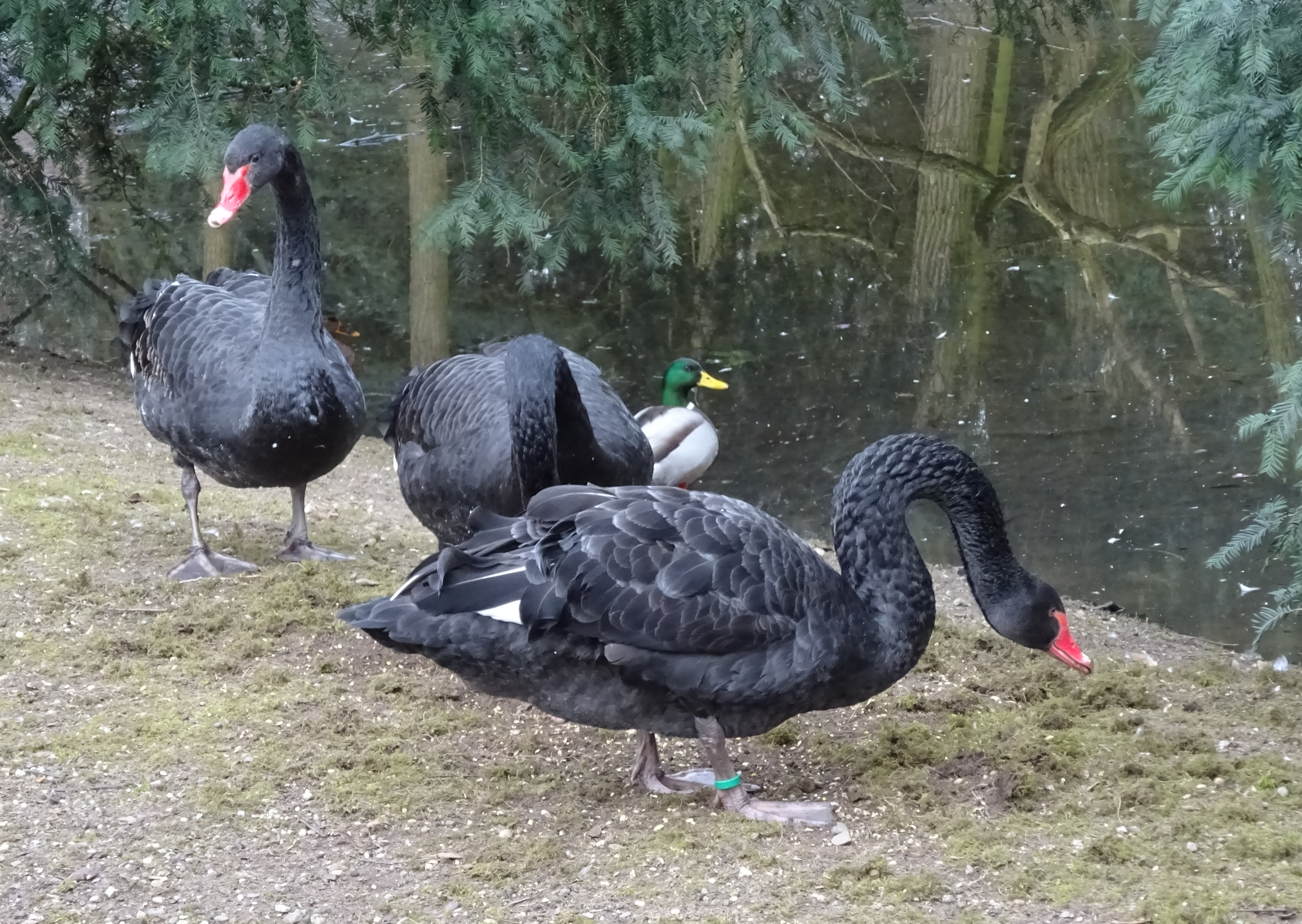
Zwarte zwanen
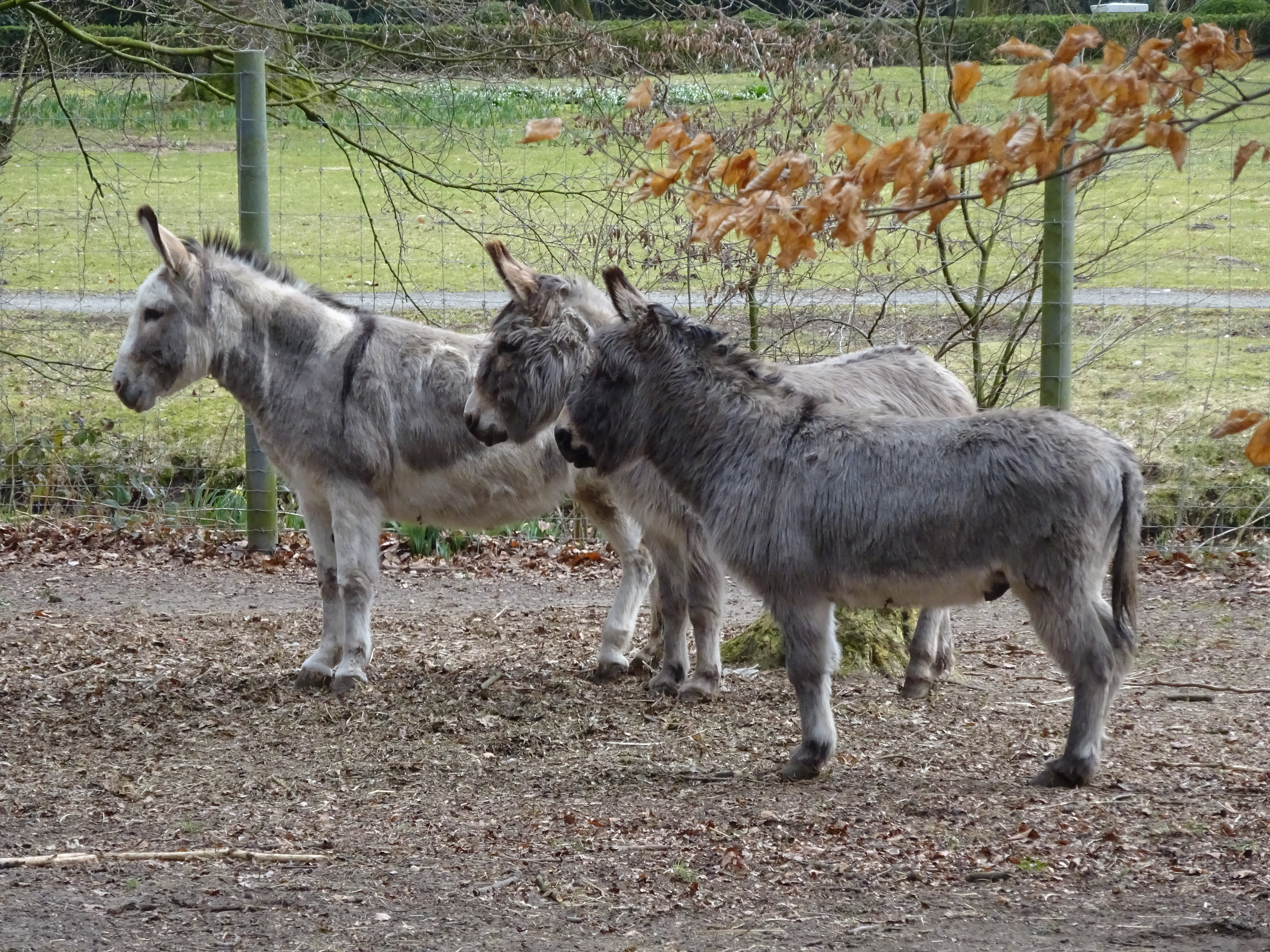
Ezels op het voorterrein
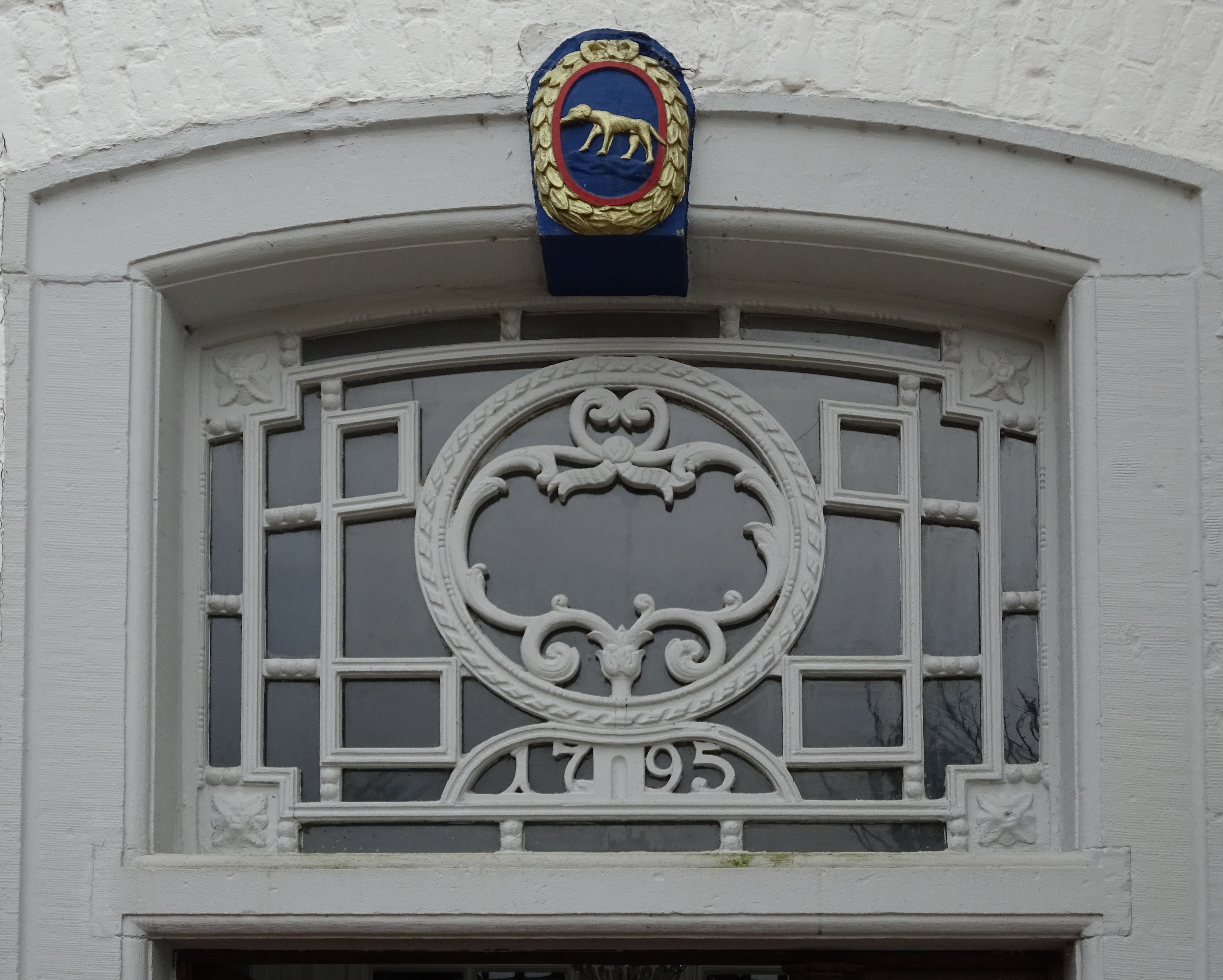
Detail raam boven ingang